# إرلباخ
سُوق إرلبَاخ (بالأَلمانِيَّة: Markt Erlbach) هُو سُوق أَلمانِيَّ في مِنطَقَة نُويشَتَات آن دِير آيش-بَاد ڤيندسهَايِمّ التَّابِعة لمُحافظة فرانْكُونيَا الوُسطَى في وِلاَية باڤارِيا في جُمهُوريَّة أَلمَانيَا الاِتّحاديّة. بمِساحة تُقَدَّر بحَوالَي 60 كم².

## وُصلات خارجيّة
- الصّفحة الرّسميّة لسُوق إرلبَاخ (باللُّغَةُ الألمانِيّة).